# Liga Asobal 1990-91
La Liga Asobal 1990-91 fue la primera edición de esta competición, y se desarrolló en dos fases con formato de liga. Esta temporada los equipos que ascendieron directamente fueron el Puerto Cruz Tenerife y el Tenerife Tres de Mayo, mientras el Construcciones Sando Maristas ascendió en la promoción.

## Primera fase

### Grupo A
| Pos | Equipo              | J  | G  | E | P  | GF  | GC  | Dif | Pts |
| --- | ------------------- | -- | -- | - | -- | --- | --- | --- | --- |
| 1   | FC Barcelona        | 14 | 13 | 0 | 1  | 395 | 302 | 93  | 26  |
| 2   | Avidesa Alzira      | 14 | 12 | 0 | 2  | 380 | 319 | 61  | 24  |
| 3   | Cacaolat Granollers | 14 | 8  | 1 | 5  | 333 | 315 | 18  | 17  |
| 4   | Xerox Arrate        | 14 | 7  | 0 | 7  | 296 | 290 | 6   | 14  |
| 5   | Mepamsa San Antonio | 14 | 5  | 0 | 9  | 305 | 358 | –53 | 10  |
| 6   | CajaPontevedra      | 14 | 4  | 1 | 9  | 318 | 340 | –22 | 9   |
| 7   | Plátano Canarias    | 14 | 4  | 0 | 10 | 286 | 356 | –70 | 8   |
| 8   | Ceset Naranco       | 14 | 2  | 0 | 12 | 277 | 313 | –36 | 4   |

|  | Segunda ronda (título)      |
|  | Segunda ronda (permanencia) |

### Grupo B
| Pos | Equipo                | J  | G  | E | P  | GF  | GC  | Dif | Pts |
| --- | --------------------- | -- | -- | - | -- | --- | --- | --- | --- |
| 1   | Atlético Madrid       | 14 | 12 | 0 | 2  | 338 | 249 | 89  | 26  |
| 2   | Teka                  | 14 | 11 | 2 | 1  | 356 | 285 | 71  | 24  |
| 3   | Elgorriaga Bidasoa    | 14 | 8  | 2 | 4  | 313 | 286 | 27  | 17  |
| 4   | Cajamadrid            | 14 | 7  | 1 | 6  | 343 | 327 | 16  | 14  |
| 5   | Helados Alacant       | 14 | 6  | 0 | 8  | 343 | 371 | –28 | 10  |
| 6   | Puleva Maristas       | 14 | 5  | 0 | 9  | 299 | 339 | –40 | 9   |
| 7   | Michelin Valladolid   | 14 | 2  | 1 | 11 | 298 | 364 | –66 | 8   |
| 8   | Tenerife Tres de Mayo | 14 | 2  | 0 | 12 | 306 | 375 | –69 | 4   |

|  | Segunda ronda (título)      |
|  | Segunda ronda (permanencia) |

## Segunda fase

### Grupo I
| Pos | Equipo              | J  | G  | E | P  | GF  | GC  | Dif | Pts |
| --- | ------------------- | -- | -- | - | -- | --- | --- | --- | --- |
| 1   | FC Barcelona        | 18 | 15 | 0 | 3  | 452 | 368 | 84  | 30  |
| 2   | Teka                | 18 | 12 | 2 | 4  | 417 | 368 | 49  | 26  |
| 3   | Atlético Madrid     | 18 | 12 | 1 | 5  | 391 | 368 | 23  | 25  |
| 4   | Elgorriaga Bidasoa  | 18 | 11 | 2 | 5  | 411 | 390 | 21  | 24  |
| 5   | Avidesa Alzira      | 18 | 7  | 3 | 8  | 428 | 423 | 5   | 17  |
| 6   | Cajamadrid          | 18 | 6  | 2 | 10 | 413 | 439 | –26 | 14  |
| 7   | Cacaolat Granollers | 18 | 6  | 2 | 10 | 428 | 465 | –37 | 14  |
| 8   | Mepamsa San Antonio | 18 | 6  | 1 | 11 | 382 | 410 | –28 | 13  |
| 9   | Helados Alacant     | 18 | 4  | 2 | 12 | 388 | 418 | –30 | 10  |
| 10  | Xerox Arrate        | 18 | 3  | 1 | 14 | 362 | 423 | –61 | 7   |

|  | EHF Champions League |
|  | Recopa de Europa     |
|  | Copa EHF             |

### Grupo II
| Pos | Equipo                | J  | G | E | P  | GF  | GC  | Dif | Pts |
| --- | --------------------- | -- | - | - | -- | --- | --- | --- | --- |
| 1   | CajaPontevedra        | 15 | 9 | 2 | 4  | 349 | 347 | 2   | 20  |
| 2   | Puelva Maristas       | 15 | 9 | 1 | 5  | 345 | 303 | 42  | 19  |
| 3   | Tenerife Tres de Mayo | 15 | 8 | 2 | 5  | 384 | 376 | 8   | 18  |
| 4   | Michelin Valladolid   | 15 | 6 | 1 | 8  | 348 | 363 | –15 | 13  |
| 5   | Platano Canarias      | 15 | 6 | 1 | 8  | 340 | 354 | –14 | 13  |
| 6   | Ceset Naranco         | 15 | 3 | 1 | 11 | 312 | 335 | –23 | 7   |

|  | Promoción |
|  | Descenso  |